# Isla Gulangyu
Gulangyu(en chino, 鼓浪嶼en chino simplificado, 鼓浪屿) es una pequeña isla situada en la costa de Xiamen, en provincia de Fujian, en el sur de China. Tiene una extensión de 2 km² y una población de 20 000 personas. Se trata de un destino turístico muy popular,al que los visitantes pueden llegar en ferry, desde la isla de Xiamen, en unos 5 minutos. La isla Gulangyu es famosa por sus playas y sus calles y por su variada arquitectura. Se encuentra en la Lista Nacional de China de paisajes y también se ubica en la parte superior de la lista de las diez zonas más pintorescas de la provincia de Fujian. Desde 2017 está reconocida por la UNESCO como Patrimonio de la Humanidad.
Gulangyu es un caso único en China, pues es una "isla libre de tráfico". No se permiten coches ni bicicletas, a diferencia de lo que pasa en la isla vecina de Xiamen, al otro lado del río. Recientemente se han introducido los buggies turísticos eléctricos. La carga es arrastrada por las calles, a menudo empinadas, por fuertes equipos de hombres en carros de madera con ruedas.

## Historia

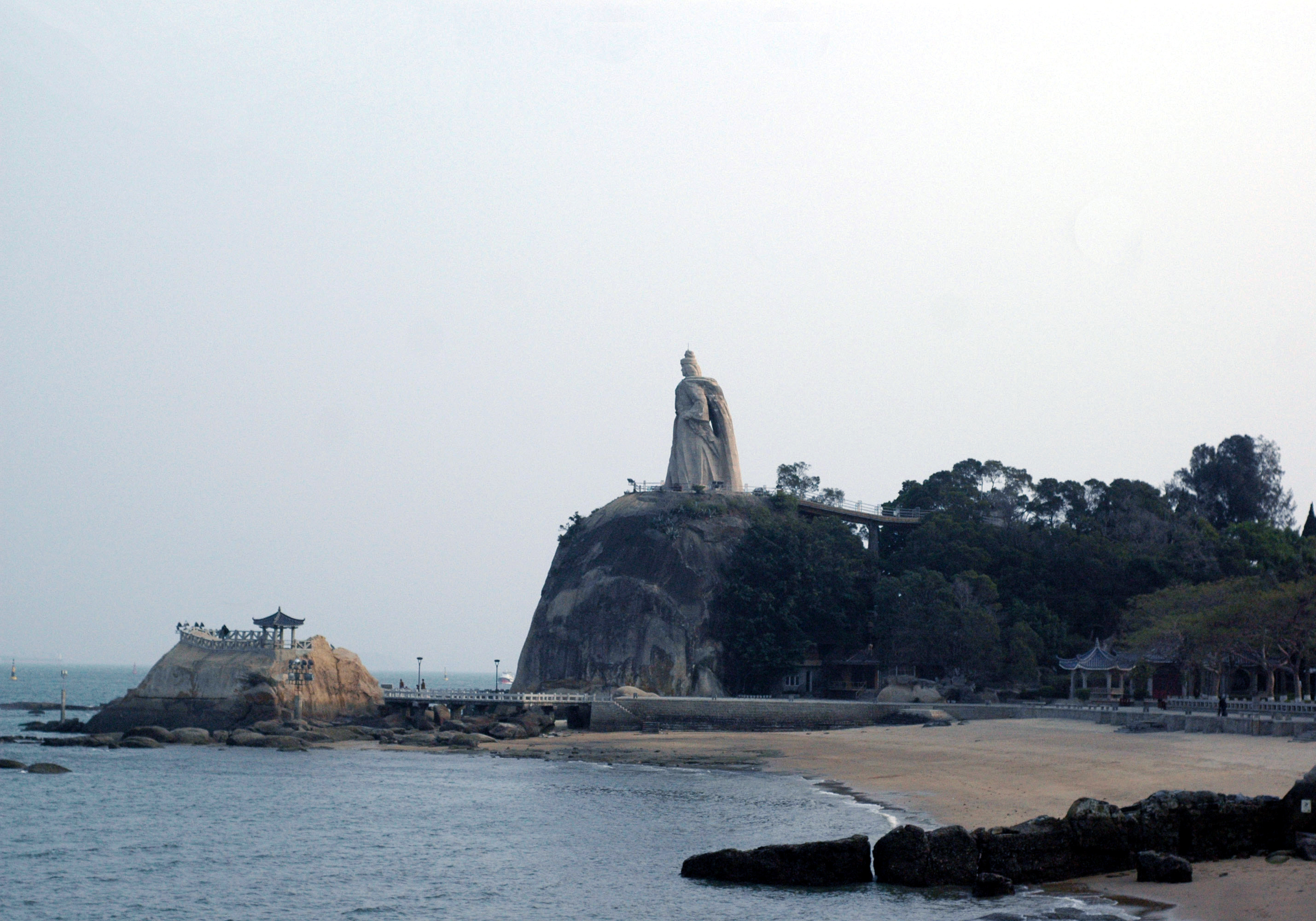
Estatua en la isla de Gulangyu.

Xiamen (antes conocido como Amoy) se convirtió en un puerto como resultado de la derrota de China en la primera guerra del Opio y por el Tratado de Nankín en 1842. 
Por lo tanto, la arquitectura predominante es de estilo de la época victoriana a todo lo largo de Gulangyu, donde hasta trece países, entre ellos Gran Bretaña, Francia, Italia y Japón, que construyeron consulados, iglesias, escuelas y hospitales.Esto explica la arquitectura de estilo predominantemente victoriano que todavía se puede ver por todo Gulangyu.

## Asentamiento Internacional
Gulangyu fue designado oficialmente un asentamiento internacional en 1903. En 1908 el asentamiento internacional tenía 8 lenguas oficiales: inglés, francés, italiano, español, japonés, etc.).
En 1942, Japón ocupó la isla hasta el final de la Guerra de Resistencia contra el Japón. En 1945 la isla fue entregada oficialmente a China. El dialecto amoy de Hokkien se habla en la isla, al igual que en Xiamen.

## Gulangyu y la música clásica
Varios de los músicos clásicos más famosos de China provienen de Gulangyu, como el pianista Yin Chengzong, el violista Jing Yang o el pianista Xu Feiping. Históricamente, Shu'an Zhou, Junji Lin y Zuohuang Chen son otros músicos clásicos muy conocidos de la isla. Se calcula que en Gulangyu hay dos centenares de pianos, lo que la convierte en el lugar de China con más pianos per cápita. No en vano, en 2002 la Asociación de Músicos Chinos le otorgó a Gulangyu el nombre de "La Isla de la Música". Las salas de exposición de piano y los museos, así como la atmósfera artística en general, atraen a muchos músicos nacionales e internacionales. La sala de conciertos de Gulangyu, con capacidad para 580 personas, es una de las salas de música clásica de la provincia de Fujian con una acústica más notable.